# Mistrzostwa Świata w Hokeju na Lodzie 2022 (III Dywizja)
Mistrzostwa Świata w Hokeju na Lodzie III Dywizji 2022 rozegrane zostały w dniach 3–8 kwietnia (Dywizja IIIA) oraz 13–18 marca (Dywizja IIIB).
Do mistrzostw III Dywizji przystąpiło 8 zespołów, które zostały podzielone na dwie grupy: w grupie A rywalizowało pięć zespołów, natomiast w grupie B trzy ekipy. Dywizja III Grupa A swoje mecze rozgrywała w (Kockelscheuer) w Luksemburgu, natomiast Dywizja III Grupa B w Kapsztadzie w Południowej Afryce. Reprezentacje rywalizowały systemem każdy z każdym.
Hale, w których zorganizowano zawody:
- Patinoire de Kockelscheuer w Kockelscheuer – Dywizja IIIA,
- Stadion lodowy w Kapsztadzie – Dywizja IIIB.

## Grupa A
Do mistrzostw świata II dywizji w 2023 z Dywizji IIIA awansowała najlepsza reprezentacja. Ostatni zespół został zdegradowany.
| 3 kwietnia 2022 | Zjednoczone Emiraty Arabskie | 10:4 | Turkmenistan | Patinoire de Kockelscheuer, Kockelscheuer |

| Szczegóły      | Szczegóły | Szczegóły       | Szczegóły                                                                                  | Szczegóły                                                                                  |
| -------------- | --- | --------------- | ------------------------------------------------------------------------------------------ | ------------------------------------------------------------------------------------------ |
| Godzina: 15:30 | A. Usenko (EQ) 00:44 I. Chuikov (EQ) 09:02 A. Zainutdinov (EQ) 10:00 D. Shapovalov (EQ) 19:34 A. Zainutdinov (EQ) 21:08 I. Chuikov (PP) 24:37 D. Shapavalau (EQ) 29:32 J. Al Dhaheri (EQ) 38:53 A. Zainutdinov (EQ) 42:06 M. Zakharau (EQ) 54:33 | (4:2, 4:1, 2:1) | 05:06 (EQ) A. Amanow 19:10 (EQ) O. Jesenow 29:52 (EQ) M. Annasaparow 56:28 (EQ) O. Jesenow | Widzów: 100 Sędzia główny: Jonathan Burger Sędziowie liniowi: Lodewijk Beelen David Perduv |
| Godzina: 15:30 | 8 min. kar |                 | 6 min. kar                                                                                 | Widzów: 100 Sędzia główny: Jonathan Burger Sędziowie liniowi: Lodewijk Beelen David Perduv |

| 3 kwietnia 2022 | Turcja | 7:2 | Luksemburg | Patinoire de Kockelscheuer, Kockelscheuer |

| Szczegóły      | Szczegóły | Szczegóły       | Szczegóły                                 | Szczegóły                                                                                          |
| -------------- | --- | --------------- | ----------------------------------------- | -------------------------------------------------------------------------------------------------- |
| Godzina: 19:00 | F. Bakal (PP) 16:08 G. Solak (EQ) 22:38 Ö. Kars (EQ) 23:19 F. Bakal (PP) 32:12 S. Gumus (PP) 46:21 S. Gumus (EQ) 48:33 Ö. Kars (SH) 57:54 | (1:0, 3:1, 3:1) | 22:54 (EQ) M. Cannon 54:52 (SH) D. Church | Widzów: 1050 Sędzia główny: Đorđe Fazekas Sędziowie liniowi: Tomislav Grozaj Maarten Van den Acker |
| Godzina: 19:00 | 39 min. kar |                 | 22 min. kar                               | Widzów: 1050 Sędzia główny: Đorđe Fazekas Sędziowie liniowi: Tomislav Grozaj Maarten Van den Acker |

| 4 kwietnia 2022 | Chińskie Tajpej | 2:10 | Zjednoczone Emiraty Arabskie | Patinoire de Kockelscheuer, Kockelscheuer |

| Szczegóły      | Szczegóły                                 | Szczegóły       | Szczegóły | Szczegóły                                                                             |
| -------------- | ----------------------------------------- | --------------- | --- | ------------------------------------------------------------------------------------- |
| Godzina: 15:30 | P.-H. Wang (EQ) 42:13 H.-Y. Mi (EQ) 47:53 | (0:5, 0:4, 2:1) | 01:08 (EQ) M. Al Dhaheri 02:40 (PP) A. Usenko 05:31 (EQ) I. Chuikov 08:04 (PP) I. Chuikov 17:39 (EQ) J. Al Dhaheri 24:58 (EQ) J. Al Dhaheri 27:38 (EQ) M. Zakharau 36:10 (SH) M. Zakharau 39:47 (PP) A. Usenko 50:26 (EQ) I. Chuikov | Widzów: 50 Sędzia główny: Ofer Rashal Sędziowie liniowi: Lodewijk Beelen Vincent Zede |
| Godzina: 15:30 | 10 min. kar                               |                 | 12 min. kar | Widzów: 50 Sędzia główny: Ofer Rashal Sędziowie liniowi: Lodewijk Beelen Vincent Zede |

| 5 kwietnia 2022 | Chińskie Tajpej | 2:6 | Turcja | Patinoire de Kockelscheuer, Kockelscheuer |

| Szczegóły      | Szczegóły                                    | Szczegóły       | Szczegóły | Szczegóły                                                                                        |
| -------------- | -------------------------------------------- | --------------- | --- | ------------------------------------------------------------------------------------------------ |
| Godzina: 15:30 | K.-T. Chen (PP) 29:46 P.-Y. Hsiao (EQ) 40:57 | (0:1, 1:1, 1:4) | 01:07 (EQ) F. Bakal 37:31 (PP) S. Gumus 43:25 (EQ) S. Bingol 46:49 (EQ) Y. K. Kars 56:50 (EQ) G. Solak 58:01 (EQ) T. Anlar | Widzów: 75 Sędzia główny: Đorđe Fazekas Sędziowie liniowi: Tomislav Grozaj Maarten Van den Acker |
| Godzina: 15:30 | 14 min. kar                                  |                 | 10 min. kar | Widzów: 75 Sędzia główny: Đorđe Fazekas Sędziowie liniowi: Tomislav Grozaj Maarten Van den Acker |

| 5 kwietnia 2022 | Turkmenistan | 4:5 pd. | Luksemburg | Patinoire de Kockelscheuer, Kockelscheuer |

| Szczegóły      | Szczegóły | Szczegóły            | Szczegóły                                                                                                | Szczegóły                                                                           |
| -------------- | --- | -------------------- | --- | ----------------------------------------------------------------------------------- |
| Godzina: 19:00 | B. Dowletmuradow (EQ) 04:01 B. Dowletmuradow (SH) 09:03 P. Barkowskij (PP) 25:25 B. Dowletmuradow (SH) 52:29 | (2:2, 1:2, 1:0, 0:1) | 06:17 (EQ) M. Cannon 19:20 (EQ) B. Welter 29:23 (EQ) S. Backes 37:17 (EQ) D. Church 61:57 (PP) C. Cannon | Widzów: 580 Sędzia główny: Ofer Rashal Sędziowie liniowi: David Perduv Vincent Zede |
| Godzina: 19:00 | 6 min. kar                                                                                                   |                      | 6 min. kar                                                                                               | Widzów: 580 Sędzia główny: Ofer Rashal Sędziowie liniowi: David Perduv Vincent Zede |

| 6 kwietnia 2022 | Zjednoczone Emiraty Arabskie | 13:4 | Turcja | Patinoire de Kockelscheuer, Kockelscheuer |

| Szczegóły      | Szczegóły | Szczegóły       | Szczegóły                                                                       | Szczegóły                                                                                       |
| -------------- | --- | --------------- | ------------------------------------------------------------------------------- | ----------------------------------------------------------------------------------------------- |
| Godzina: 15:30 | A. Usenko (EQ) 03:37 A. Zainutdinov (SH) 08:06 I. Chuikov (EQ) 10:19 M. Zakharau (EQ) 20:57 M. Zakharau (EQ) 21:54 A. Usenko (PP2) 36:08 J. Al Dhaheri (PP) 36:31 I. Chuikov (PP) 38:59 I. Chuikov (SH) 45:36 J. Al Dhaheri (EQ) 47:58 A. Al Haddad (EQ) 55:30 A. Al Humaidi (EQ) 57:37 I. Chuikov (SH) 59:24 | (3:0, 5:2, 5:2) | 27:55 (PP2) S. Gumus 33:57 (PP) Y. Halil 43:51 (EQ) Ö. Kars 56:52 (EQ) S. Gumus | Widzów: 50 Sędzia główny: Jonathan Burger Sędziowie liniowi: David Perduv Maarten Van den Acker |
| Godzina: 15:30 | 70 min. kar |                 | 37 min. kar                                                                     | Widzów: 50 Sędzia główny: Jonathan Burger Sędziowie liniowi: David Perduv Maarten Van den Acker |

| 7 kwietnia 2022 | Turkmenistan | 4:2 | Chińskie Tajpej | Patinoire de Kockelscheuer, Kockelscheuer |

| Szczegóły      | Szczegóły                                                                                         | Szczegóły       | Szczegóły                                  | Szczegóły                                                                               |
| -------------- | ------------------------------------------------------------------------------------------------- | --------------- | ------------------------------------------ | --------------------------------------------------------------------------------------- |
| Godzina: 15:30 | B. Dowletmuradow (EQ) 24:45 A. Amanow (EQ) 31:39 P. Barkowskij (EQ) 32:46 A. Wahowskij (EQ) 47:52 | (0:2, 3:0, 1:0) | 16:46 (PP) P.-Y. Hsiao 16:58 (EQ) P.-E. Lu | Widzów: 79 Sędzia główny: Đorđe Fazekas Sędziowie liniowi: Lodewijk Beelen David Perduv |
| Godzina: 15:30 | 10 min. kar                                                                                       |                 | 8 min. kar                                 | Widzów: 79 Sędzia główny: Đorđe Fazekas Sędziowie liniowi: Lodewijk Beelen David Perduv |

| 7 kwietnia 2022 | Luksemburg | 1:8 | Zjednoczone Emiraty Arabskie | Patinoire de Kockelscheuer, Kockelscheuer |

| Szczegóły      | Szczegóły           | Szczegóły       | Szczegóły | Szczegóły                                                                              |
| -------------- | ------------------- | --------------- | --- | -------------------------------------------------------------------------------------- |
| Godzina: 19:00 | O. Biver (EQ) 10:59 | (1:2, 0:5, 0:1) | 03:23 (EQ) S. Al Yafeai 08:30 (EQ) I. Chuikov 21:30 (EQ) M. Zakharau 23:51 (EQ) A. Zainutdinov 35:48 (EQ) A. Zainutdinov 36:15 (EQ) J. Al Dhaheri 38:05 (EQ) M. Zakharau 40:25 (EQ) S. Al Yafeai | Widzów: 558 Sędzia główny: Ofer Rashal Sędziowie liniowi: Tomislav Grozaj Vincent Zede |
| Godzina: 19:00 | 10 min. kar         |                 | 4 min. kar | Widzów: 558 Sędzia główny: Ofer Rashal Sędziowie liniowi: Tomislav Grozaj Vincent Zede |

| 8 kwietnia 2022 | Turcja | 6:5 | Turkmenistan | Patinoire de Kockelscheuer, Kockelscheuer |

| Szczegóły      | Szczegóły | Szczegóły       | Szczegóły | Szczegóły                                                                                |
| -------------- | --- | --------------- | --- | ---------------------------------------------------------------------------------------- |
| Godzina: 15:30 | S. Gumus (EQ) 03:06 F. Bakal (PP) 28:37 S. Bingol (EQ) 33:37 S. Bingol (PP2) 36:40 S. Gumus (EQ) 39:23 S. Kavaz (EQ) 43:15 | (1:0, 4:2, 1:3) | 27:13 (EQ) B. Bajmyradow 39:02 (PP) D. Hydyrow 42:54 (EQ) P. Barkowskij 43:53 (EQ) E. Kakabajew 54:29 (PP) D. Hydyrow | Widzów: 134 Sędzia główny: Đorđe Fazekas Sędziowie liniowi: Tomislav Grozaj Vincent Zede |
| Godzina: 15:30 | 12 min. kar |                 | 17 min. kar | Widzów: 134 Sędzia główny: Đorđe Fazekas Sędziowie liniowi: Tomislav Grozaj Vincent Zede |

| 8 kwietnia 2022 | Luksemburg | 3:5 | Chińskie Tajpej | Patinoire de Kockelscheuer, Kockelscheuer |

| Szczegóły      | Szczegóły                                                       | Szczegóły       | Szczegóły | Szczegóły                                                                                           |
| -------------- | --------------------------------------------------------------- | --------------- | --- | --------------------------------------------------------------------------------------------------- |
| Godzina: 19:00 | C. Mossong (EQ) 06:21 B. Welter (EQ) 53:03 S. Backes (EQ) 59:54 | (1:1, 0:2, 2:2) | 11:15 (PP) S.-Y. Yu 33:17 (PP) H.-Y. Chuang 37:34 (EQ) H.-Y. Chang 43:24 (PP) P.-Y. Hsiao 59:59 (EQ) Y.-L. Shen | Widzów: 700 Sędzia główny: Jonathan Burger Sędziowie liniowi: Lodewijk Beelen Maarten Van den Acker |
| Godzina: 19:00 | 8 min. kar                                                      |                 | 4 min. kar | Widzów: 700 Sędzia główny: Jonathan Burger Sędziowie liniowi: Lodewijk Beelen Maarten Van den Acker |

Tabela
| Lp. | Zespół                       | M | Pkt | Z | Zd | Pd | P | G+ | G- | +/− |
| --- | ---------------------------- | - | --- | - | -- | -- | - | -- | -- | --- |
| 1   | Zjednoczone Emiraty Arabskie | 4 | 12  | 4 | 0  | 0  | 0 | 41 | 11 | +30 |
| 2   | Turcja                       | 4 | 9   | 3 | 0  | 0  | 1 | 23 | 22 | +1  |
| 3   | Turkmenistan                 | 4 | 4   | 1 | 0  | 1  | 2 | 17 | 23 | -6  |
| 4   | Chińskie Tajpej              | 4 | 3   | 1 | 0  | 0  | 3 | 11 | 23 | -12 |
| 5   | Luksemburg                   | 4 | 2   | 0 | 1  | 0  | 3 | 11 | 24 | -13 |
| 6   | Korea Północna               | 0 | 0   | 0 | 0  | 0  | 0 | 0  | 0  | 0   |

    = awans do Dywizji IIB     = utrzymanie w Dywizji IIIA     = spadek do Dywizji IIIB
Statystyki indywidualne
- Klasyfikacja strzelców:  Ilya Chuikov: 10 goli[1]
- Klasyfikacja asystentów:  Maksim Zakharau: 15 asyst[2]
- Klasyfikacja kanadyjska:  Maksim Zakharau: 22 punktów[3]
- Klasyfikacja kanadyjska obrońców:  Nils Remess 7 punktów[4]
- Klasyfikacja +/−:  Maksim Zakharau: +18[5]
- Klasyfikacja skuteczności interwencji bramkarzy:  Ahmed Al-Dhaheri: 86,84%[6]
- Klasyfikacja średniej goli straconych na mecz bramkarzy:  Ahmed Al-Dhaheri: 3,33 bramki
- Klasyfikacja minut kar:  Khalifa Al Mahrooqi
 Yusuf Halil: 29 minut[7]

Nagrody indywidualne
Dyrektoriat turnieju wybrał trójkę najlepszych zawodników, po jednym na każdej pozycji:
- Bramkarz:  Philippe Lepage
- Obrońca:  Dzmitry Shapavalau
- Napastnik:  Serkan Gumus

## Grupa B
Do mistrzostw świata III dywizji w 2023 z Dywizji IIIB awansowała najlepsza reprezentacja. Ostatni zespół został zdegradowany.
| 13 marca 2022 | Południowa Afryka | 8:3 | Bośnia i Hercegowina | Stadion lodowy, Kapsztad |

| Szczegóły      | Szczegóły | Szczegóły       | Szczegóły                                                    | Szczegóły                                                                                    |
| -------------- | --- | --------------- | ------------------------------------------------------------ | -------------------------------------------------------------------------------------------- |
| Godzina: 19:00 | D. Compton (EQ) 06:39 U. Samaai (SH) 11:08 J. Valadas (EQ) 26:48 J. Valadas (EQ) 39:39 D. Compton (EQ) 41:47 R. Venter (EQ) 43:39 U. Samaai (EQ) 51:41 C. Birrell (EQ) 57:59 | (2:0, 2:3, 4:0) | 24:54 (EQ) M. Omer 29:17 (EQ) N. Gaković 36:48 (PP) H. Mrkva | Widzów: 250 Sędzia główny: Martin Jobbágy Sędziowie liniowi: Ahmed Al-Farsi Martin Boyadijev |
| Godzina: 19:00 | 10 min. kar |                 | 4 min. kar                                                   | Widzów: 250 Sędzia główny: Martin Jobbágy Sędziowie liniowi: Ahmed Al-Farsi Martin Boyadijev |

| 14 marca 2022 | Bośnia i Hercegowina | 4:8 | Tajlandia | Stadion lodowy, Kapsztad |

| Szczegóły      | Szczegóły                                                                       | Szczegóły       | Szczegóły | Szczegóły                                                                                 |
| -------------- | ------------------------------------------------------------------------------- | --------------- | --- | ----------------------------------------------------------------------------------------- |
| Godzina: 19:00 | N. Gaković (EQ) 34:41 T. Mrkva (EQ) 36:14 N. Alić (PP) 42:19 M. Omer (EQ) 50:27 | (0:2, 2:2, 2:4) | 07:52 (EQ) J. Isaksson 15:45 (EQ) P. Suwachirat 29:34 (EQ) M. Kitayama 35:26 (EQ) M. Kitayama 40:48 (EQ) M. Kitayama 45:45 (PP) P. Forstner 47:57 (EQ) M. Kitayama 54:53 (EQ) P. Suwachirat | Widzów: 60 Sędzia główny: Stef Oosterling Sędziowie liniowi: Martin Boyadijev Morne Moses |
| Godzina: 19:00 | 4 min. kar                                                                      |                 | 10 min. kar | Widzów: 60 Sędzia główny: Stef Oosterling Sędziowie liniowi: Martin Boyadijev Morne Moses |

| 15 marca 2022 | Południowa Afryka | 5:2 | Tajlandia | Stadion lodowy, Kapsztad |

| Szczegóły      | Szczegóły                                                                                                 | Szczegóły       | Szczegóły                                            | Szczegóły                                                                                     |
| -------------- | --- | --------------- | ---------------------------------------------------- | --------------------------------------------------------------------------------------------- |
| Godzina: 19:00 | L. Vivier (EQ) 28:12 M. Giot (EQ) 39:51 D. Phakathi (EQ) 44:01 L. Carelse (EQ) 52:08 R. Venter (EQ) 55:57 | (0:0, 2:2, 3:0) | 21:32 (EQ) N. Luckanatinakorn 26:06 (EQ) J. Isaksson | Widzów: 280 Sędzia główny: Stef Oosterling Sędziowie liniowi: Ahmed Al-Farsi Martin Boyadijev |
| Godzina: 19:00 | 4 min. kar                                                                                                |                 | 32 min. kar                                          | Widzów: 280 Sędzia główny: Stef Oosterling Sędziowie liniowi: Ahmed Al-Farsi Martin Boyadijev |

| 16 marca 2022 | Bośnia i Hercegowina | 2:6 | Południowa Afryka | Stadion lodowy, Kapsztad |

| Szczegóły      | Szczegóły                               | Szczegóły       | Szczegóły | Szczegóły                                                                               |
| -------------- | --------------------------------------- | --------------- | --- | --------------------------------------------------------------------------------------- |
| Godzina: 19:00 | H. Mrkva (EQ) 06:22 T. Mrkva (EQ) 21:41 | (1:6, 1:0, 0:0) | 03:19 (EQ) U. Samaai 09:02 (PP2) C. Birrell 09:22 (PP) W. Krotz 09:37 (EQ) J.-M. Van Doesbergh 13:33 (EQ) D. Compton 17:50 (EQ) M. Giot | Widzów: 265 Sędzia główny: Martin Jobbágy Sędziowie liniowi: Ahmed Al-Farsi Morne Moses |
| Godzina: 19:00 | 16 min. kar                             |                 | 18 min. kar | Widzów: 265 Sędzia główny: Martin Jobbágy Sędziowie liniowi: Ahmed Al-Farsi Morne Moses |

| 17 marca 2022 | Tajlandia | 4:3 | Bośnia i Hercegowina | Stadion lodowy, Kapsztad |

| Szczegóły      | Szczegóły                                                                                     | Szczegóły       | Szczegóły                                                   | Szczegóły                                                                                  |
| -------------- | --------------------------------------------------------------------------------------------- | --------------- | ----------------------------------------------------------- | ------------------------------------------------------------------------------------------ |
| Godzina: 19:00 | M. Kitayama (EQ) 15:20 J. Isaksson (EQ) 36:50 P. Suwachirat (EQ) 40:33 J. Isaksson (EQ) 45:44 | (1:1, 1:1, 2:1) | 03:24 (PP) M. Omer 38:44 (EQ) N. Gaković 56:08 (EQ) M. Omer | Widzów: 100 Sędzia główny: Stef Oosterling Sędziowie liniowi: Martin Boyadijev Morne Moses |
| Godzina: 19:00 | 10 min. kar                                                                                   |                 | 8 min. kar                                                  | Widzów: 100 Sędzia główny: Stef Oosterling Sędziowie liniowi: Martin Boyadijev Morne Moses |

| 18 marca 2022 | Tajlandia | 6:5 pk. | Południowa Afryka | Stadion lodowy, Kapsztad |

| Szczegóły      | Szczegóły | Szczegóły                 | Szczegóły | Szczegóły                                                                                    |
| -------------- | --- | ------------------------- | --- | -------------------------------------------------------------------------------------------- |
| Godzina: 17:00 | N. Phatigulsate (EQ) 03:06 P. Suwachirat (EQ) 10:54 N. Phatigulsate (EQ) 11:11 P. Suwachirat (EQ) 24:35 J. Isaksson (PP) 35:59 N. Phatigulsate (GWG) 65:00 | (3:0, 2:2, 0:3, 0:0, 1:0) | 35:06 (EQ) J. Venter 39:26 (EQ) L. Carelse 40:32 (SH) U. Samaai 42:07 (EQ) P. Kluyts 53:49 (EQ) J.-M. Van Doesbergh | Widzów: 500 Sędzia główny: Martin Jobbágy Sędziowie liniowi: Ahmed Al-Farsi Martin Boyadijev |
| Godzina: 17:00 | 6 min. kar |                           | 10 min. kar | Widzów: 500 Sędzia główny: Martin Jobbágy Sędziowie liniowi: Ahmed Al-Farsi Martin Boyadijev |

Tabela
| Lp. | Zespół               | M | Pkt | Z | Zd | Pd | P | G+ | G- | +/− |
| --- | -------------------- | - | --- | - | -- | -- | - | -- | -- | --- |
| 1   | Południowa Afryka    | 4 | 10  | 3 | 0  | 1  | 0 | 24 | 13 | +11 |
| 2   | Tajlandia            | 4 | 8   | 2 | 1  | 0  | 1 | 20 | 17 | +3  |
| 3   | Bośnia i Hercegowina | 4 | 0   | 0 | 0  | 0  | 4 | 12 | 26 | -14 |
| 4   | Hongkong             | 0 | 0   | 0 | 0  | 0  | 0 | 0  | 0  | 0   |

    = awans do Dywizji IIIA     = utrzymanie w Dywizji IIIB     = spadek do Dywizji IV
Statystyki indywidualne
- Klasyfikacja strzelców:  Jan Isaksson
 Masato Kitayama
 Phanuruj Suwachirat: 5 goli[9]
- Klasyfikacja asystentów:  Jan Isaksson: 7 asyst[10]
- Klasyfikacja kanadyjska:  Jan Isaksson: 12 punktów[11]
- Klasyfikacja kanadyjska obrońców:  Cameron Birrell 5 punktów[12]
- Klasyfikacja +/−:  Uthman Samaai: +9[13]
- Klasyfikacja skuteczności interwencji bramkarzy:  Benjamin David Kleinechay: 89,63%[14]
- Klasyfikacja średniej goli straconych na mecz bramkarzy:  Ryan Boyd: 2,94 bramki
- Klasyfikacja minut kar:  Dylan Compton
 Patrick Forstner: 8 minut[15]

Nagrody indywidualne
Dyrektoriat turnieju wybrał trójkę najlepszych zawodników, po jednym na każdej pozycji:
- Bramkarz:  Benjamin David Kleinechay
- Obrońca:  Cameron Birrell
- Napastnik:  Uthman Samaai